# Géopolymère
Les géopolymères sont des polymères inorganiques à base d'aluminosilicates. Ce sont les équivalents amorphes des zéolithes, des aluminosilicates au réseau cristallin poreux. Leur polymérisation initiée en conditions alcaline à pH très élevé s'effectue à température ambiante ou peu élevée.
Comme pour les liants hydrauliques (ciment), avant leur prise et leur durcissement, ces matériaux présentent une rhéologie intéressante permettant de les mettre en forme facilement : ils peuvent être moulés et parfois même extrudés à l'état pâteux quand leur comportement est encore suffisamment plastique. De nature minérale, ils sont incombustibles et résistent aux températures élevées. Leur production consomme peu d'énergie et émet peu de CO2, deux atouts dans la lutte contre le réchauffement climatique par les gaz à effet de serre. Ils peuvent être renforcés par des fibres comme le béton fibré.
Les matières premières entrant dans leur fabrication sont des minéraux d'origine géologique (silice, alumine, kaolin...), d'où les termes géopolymère et géosynthèse.
Les deux principales applications des géopolymères sont les ciments géopolymères et les matériaux réfractaires.

## Historique
Joseph Davidovits a forgé le terme géopolymère en 1978 dans le cadre de ses recherches commencées en 1972 et qui ont notamment conduit à la création en France de l'Institut Géopolymère (association loi de 1901). La synthèse minérale des géopolymères, dite géosynthèse, fut présentée pour la première fois par Davidovits en 1976 à un symposium IUPAC, mais le plus souvent, il est fait référence à sa publication de 1991.

## Classification
Selon Kim et al. (2006), les géopolymères peuvent être classés en deux grands groupes :
- les géopolymères entièrement inorganiques ;
- les géopolymères contenant une certaine quantité d'organique[Lesquels ?] et qui sont les analogues synthétiques[Quoi ?] de macromolécules naturelles[Lesquelles ?][citation nécessaire].

Un géopolymère est essentiellement un composé chimique minéral ou un mélange de composés constitués de motifs, par exemple silico-oxyde (-Si-O-Si-O-), silico-aluminate (-Si-O-Al-O-), ferro-silico-aluminate (-Fe-O-Si-O-Al-O-) ou aluminophosphate (-Al-O-P-O-), formés par un processus de polymérisation.

## Microstructure
La microstructure des géopolymères est essentiellement fonction de la température de l'environnement auquel ils sont exposés :
- elle est amorphe aux rayons X à température ambiante ;
- mais évolue en une matrice cristalline si l'échantillon est recuit à des températures supérieures à 500 °C[7],[8],[9].

## Voies de synthèse
On distingue deux voies de synthèse :
1. en milieu alcalin avec divers cations alcalins (Li+, Na+, K+, Cs+) et alcalino-terreux (Ca2+);[citation nécessaire]
2. en milieu acide avec de l'acide phosphorique (H3PO4)[10],[11],[12],[13].

La voie alcaline est la plus importante.[citation nécessaire]

## Classification
Parmi les géopolymères, ceux basés sur les aluminosilicates sont désignés sous le terme « poly(sialate) », l'abréviation de poly(silico-aluminate) ou (-Si-O-Al-O-)n (où n est le degré de polymérisation). La structure chimique de la figure 1 montre un géopolymère poly(sialate-siloxo) résultant d'une géosynthèse d'acide poly(silicique) (SiO2)n et d'aluminosilicate de potassium, en milieu alcalin (KOH, NaOH). Dans cette structure, le groupement sialate (Si-O-Al-O-) constitue un pont entre deux chaines de silice et contribue ainsi à la réticulation de la structure du géopolymère.

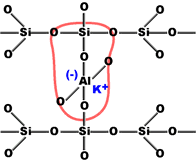
Figure 1 : Structure chimique d'un géopolymère.

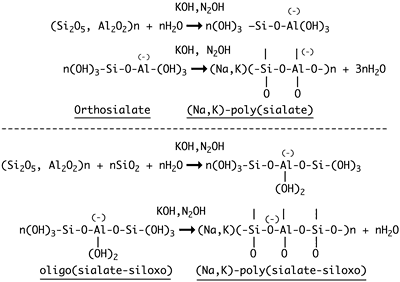
Figure 2 : Exemples de polycondensation vers un poly(sialate) et un poly(sialate-siloxo), à partir de métakaolin MK-750.

On estime que le mécanisme de polymérisation opère par l'intermédiaire d'oligomères (dimère, trimère, tétramère) qui constituent les véritables groupements unitaires formant la structure macromoléculaire tridimensionnelle, selon les schémas de la figure 3 qui présente aussi les structures en cage typiques de quelques zéolithes cristallines (contrairement aux géopolymères qui sont amorphes et dont la structure est désordonnée et ne diffracte pas les rayons-x).

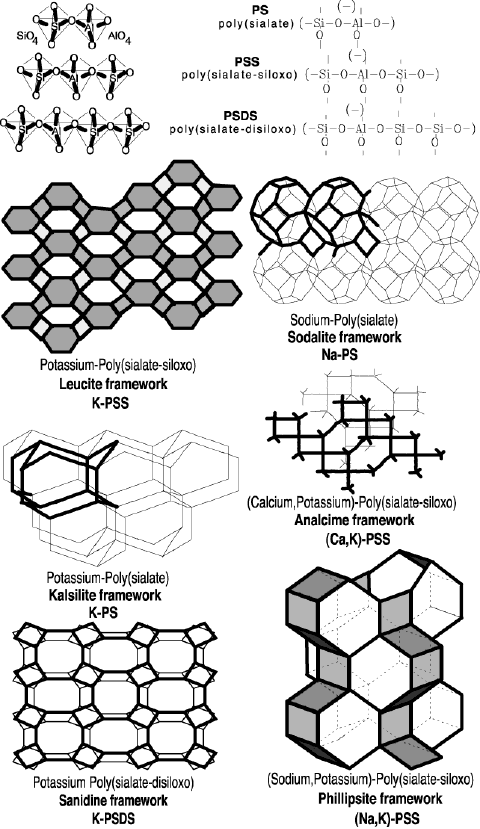
Figure 3 : Oligomères (2, 3 et 4 unités élémentaires de silice tétraédrique) formant les géopolymères et liens avec la structure cristalline de quelques zéolithes (leucite, sodalite, kalsilite, analcime, sanidine et phillipsite).

## Caractéristiques du réseau polymérique
Le rapport atomique Si:Al détermine la rigidité de la structure du matériau, ses propriétés et son champ d'application tel qu'illustré à la figure 4 :
- Un rapport Si:Al faible produit un réseau 3D (tectosilicate) plus rigide (1 < Si:Al < 3).
- Un rapport Si:Al élevé favorise un réseau 2D (plus déformable) (Si:Al >15).

Le rapport Si:Al déterminant la rigidité et la flexibilité du réseau polymérique est ajusté en fonction de l'application visée pour le matériau et des conditions physico-chimiques auxquelles il sera exposé en fonctionnement : ciments géopolymères ou matériaux réfractaires.

## Applications
Les deux principales applications des géopolymères sont les ciments géopolymères et les matériaux réfractaires.
Les géopolymères sont l'équivalent amorphe des zéolithes, une famille de tecto-aluminosilicates hydratés au réseau cristallin nanoporeux dont les cages et les chenaux sont occupés par divers cations et des molécules d'eau. Les zéolithes de synthèse servent surtout de catalyseur dans l'industrie chimique. L'usage industriel des géopolymères a rarement été envisagé avant 1978, tel que le suggère une analyse des bases de données sur les brevets réalisée par Davidovits.
Depuis le début du XXe siècle, le laitier de haut fourneau et les cendres volantes sont récupérés pour la fabrication des ciments sidérurgiques (CEM III) et ainsi valorisés. Ce sont des liants hydrauliques latents, à prise lente, et dont l'hydratation activée par les alcalis et étendue dans le temps a l'avantage d'éviter des hausses de température trop importante au sein des structures massives. Ces sous-produits industriels peuvent également convenir à la fabrication des géopolymères. Dès 1992, Davidovitz proposait de remplacer les  ciments classiques par des géopolymères moins énergivores, et surtout moins émetteurs de CO2, gaz à effet de serre.
En 1999, des ciments géopolymèriques, (K,Ca)-poly(sialate-siloxo), ont été proposés comme matrice minérale pour immobiliser des boues contenant des déchets toxiques. Si elle est suffisamment stable, cette matrice pourrait également convenir au conditionnement de certains types de déchets radioactifs. Des tests avec le procédé Geopolytec ont été réalisés pour traiter des eaux provenant de mines d'uranium. Ainsi, en 1998, plusieurs tonnes de boues faiblement radioactives provenant du traitement des eaux de la mine d'uranium de Schlema-Alberoda de la société Wismut ont été solidifiées. De même, des boues issues de bassin de décantation et contaminées  par des substances organiques et des métaux lourds ont pu également être inertées. Selon Hermann et al. (1999), le procédé  Geopolytec  permet  de « réduire  les  coûts  de  manutention, d’opération  et  de  fermeture  des  décharges,  le  coût  total  de  l’opération  est  identique  à  celui  de  la méthode conventionnelle au ciment Portland, mais en plus le procédé fournit des caractéristiques finales dont les performances sont identiques à la vitrification ».
Les géopolymères peuvent également intervenir dans la fabrication de matériaux réfractaires, de  céramiques, de matériaux composites, de biomatériaux (prothèses osseuses) et de membranes (piles à combustible).